# Huayna Potosí
Huayna Potosí je bolivijská hora, která se nachází asi 25 km severně od hlavního města stejnojmenného departmentu a sídelního města bolivijské vlády La Paz. Hora je společně s dalšími pěti šestitisícovými vrchy součástí horského masívu Cordillera Real.

## Horolezectví
Huayna Potosí je díky blízkosti hlavního města nejoblíbenějším[zdroj?] cílem horolezců na území Bolívie. Výstup není technicky náročný a komplikuje ho pouze vysoká nadmořská výška, která od horolezců vyžaduje dobrou aklimatizaci.